# Viernes de Dolores (novela)
Viernes de Dolores fue la última  novela de Miguel Ángel Asturias (1899–1974), escritor y diplomático guatemalteco quien recibió el Premio Nobel de Literatura en 1967. La novela, escrita en 1972, describe la organización del Honorable Comité de Huelga de Dolores de la Universidad Nacional de Guatemala. Asturias fue uno de los primeros en utilizar una técnica literaria que actualmente es conocida como realismo mágico.

## Antecedentes

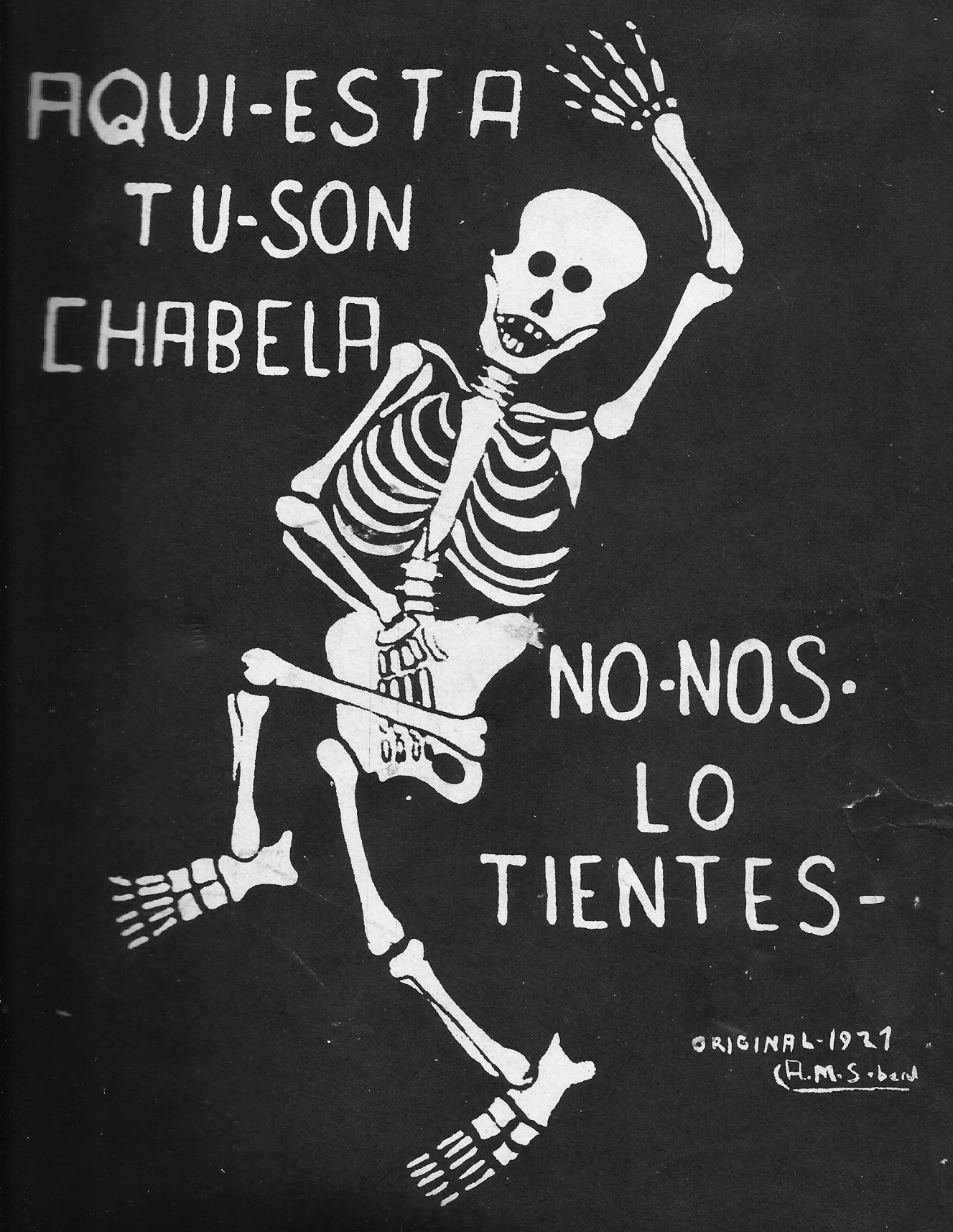
La Chabela, obra de Pan Martínez Sobral. Es el símbolo de la Huelga de Dolores desde 1921.

Los orígenes de la Huelga de Dolores se remontan al año de 1898 en la Ciudad de Guatemala, cuando el entonces presidente de la república, el licenciado Manuel Estrada Cabrera, dio a la población algunas libertades de expresión; aprovechando la situación los estudiantes de las Facultades de Medicina y de Derecho de la Universidad Nacional se involucran en una huelga para presionar al gobierno del presidente Manuel Estrada Cabrera para la apertura y mejoramiento de escuelas primarias; esta huelga sirvió como impulso para que poco después de un mes los estudiantes crearan una manifestación satírica para criticar a funcionarios públicos y ciudadanos de la sociedad guatemalteca, y que se llevó a cabo el 1 de abril de 1898, la cual sería conocida como «Huelga de Dolores».

### Primeras Represiones
La «Huelga de Dolores» continuaría realizándose durante los cinco años posteriores; sin embargo, a partir de 1903 y debido a las sangrientas represiones del gobierno del mandatario Estrada Cabrera la huelga no se realizó, y las únicas actividades satíricas se realizaban a través del periódico «No nos Tientes», que también dejó de imprimirse en 1908.

### Años 1920

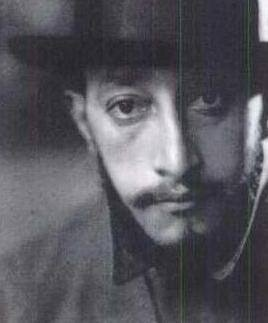
Miguel Ángel Asturias en su época de estudiante universitario.

En 1920 los estudiantes universitarios formaron parte del Partido Unionista, movimiento originado por los líderes del Partido Conservador de Guatemala. Este movimiento, que surgió a finales de 1919, se solidificaría y terminaría con el derrocamiento del presidente Manuel Estrada Cabrera en abril de 1,920. En 1921, se retoma la tradición de escribir el «No Nos Tientes» y de celebrar el «Desfile Bufo»; esta actividad fue dirigida por estudiantes de las tres unidades académicas que existían entonces (Derecho, Medicina y Farmacia).
El gobierno de Herrera reorganizó las Facultades de la Universidad, que quedaron constituidas por decretos gubernativos en abril y mayo de 1920 en la siguiente forma:
- Facultad de Ciencias Naturales y Farmacia
- Facultad de Derecho, Notariado y Ciencias Políticas y Sociales
- Facultad de Ciencias Médicas
- Facultad de Ingeniería

Asimismo, en reconocimiento a la colaboración que los estudiantes universitarios prestaron al Movimiento Unionista, devolvió a las Facultades Superiores la autonomía para la elección de autoridades.
Finalmente, y también por reconocimiento a las contribuciones de los universitarios al derrocamiento de Estrada Cabrera, el gobierno otorgó la antigua escuela Manuel Cabral, situada en la 10a. Calle Oriente de la Ciudad de Guatemala, para que los Estudiantes Universitarios pudieran celebrar reuniones de toda índole. No es de sorprender, pues, que de esta época date la Asociación de Estudiantes «El Derecho» y la Asociación de Estudiantes Universitarios, que fue fundada el 22 de mayo de 1920.
Los estudiantes de la «Generación del 20» hicieron contribuciones notables a la Huelga de Dolores; aparte de revivir el «No Nos Tientes», escribieron la letra de la Canción de Guerra Estudiantil «La Chalana», en la cual hacen crítica mordaz de todos los miembros de la sociedad guatemalteca.

### Premio Nobel de Asturias
En diciembre de 1967, Asturias ganó el Premio Nobel de Literatura para la totalidad de su obra. Al recibir el premio, dio una conferencia sobre la literatura latinoamericana como «testimonio» e «instrumento de lucha». En particular, se refirió a la posibilidad de forjar un nuevo estilo de novela en América Latina, basándose en la herencia indígena de la región. Este nuevo estilo haría de la novela un vehículo de esperanza y de luz en medio de lo que calificó como "esta media noche que nos está amenazando ahora". Sería "la afirmación, del optimismo lustral de aquellos hombres de pluma que desafiando a la inquisición abrieron en las conciencias brecha, para el paso de los libertadores."
El país de origen de Asturias celebró su reconocimiento internacional: en Guatemala su cara adornó sellos de correos, una calle fue bautizada en su honor, y recibió una medalla. Según Kjell Strömberg en The 1967 Prize, «todo su pequeño país se entregó a la alegría». La admiración se expresó también en toda América Latina, donde el Premio Nobel de Asturias fue considerado como un logro para la literatura latinoamericana en su conjunto, en lugar de la realización de un solo autor o país.
El biógrafo Gregory Rabassa, traductor de varias obras de Asturias, destaca los efectos del Premio Nobel en el trabajo posterior de Asturias, diciendo: «ganar el Premio Nobel de Literatura en 1967 le dio una tan esperada independencia financiera que le permitió dedicarse a la escritura y los muchos objetivos que tenía desde hacía mucho tiempo», entre los que se incluye la historia de la «Generación del 20» y su relación con la «Huelga de Dolores», que es el tema de «Viernes de Dolores».

## Argumento

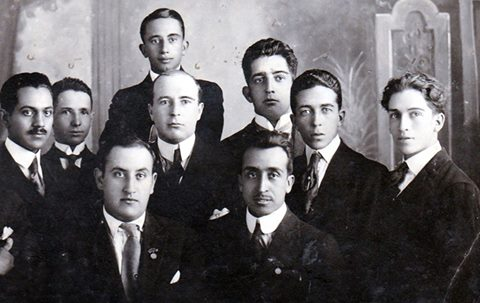
Fotografía de estudiantes de Derecho y Notariado de 1920.

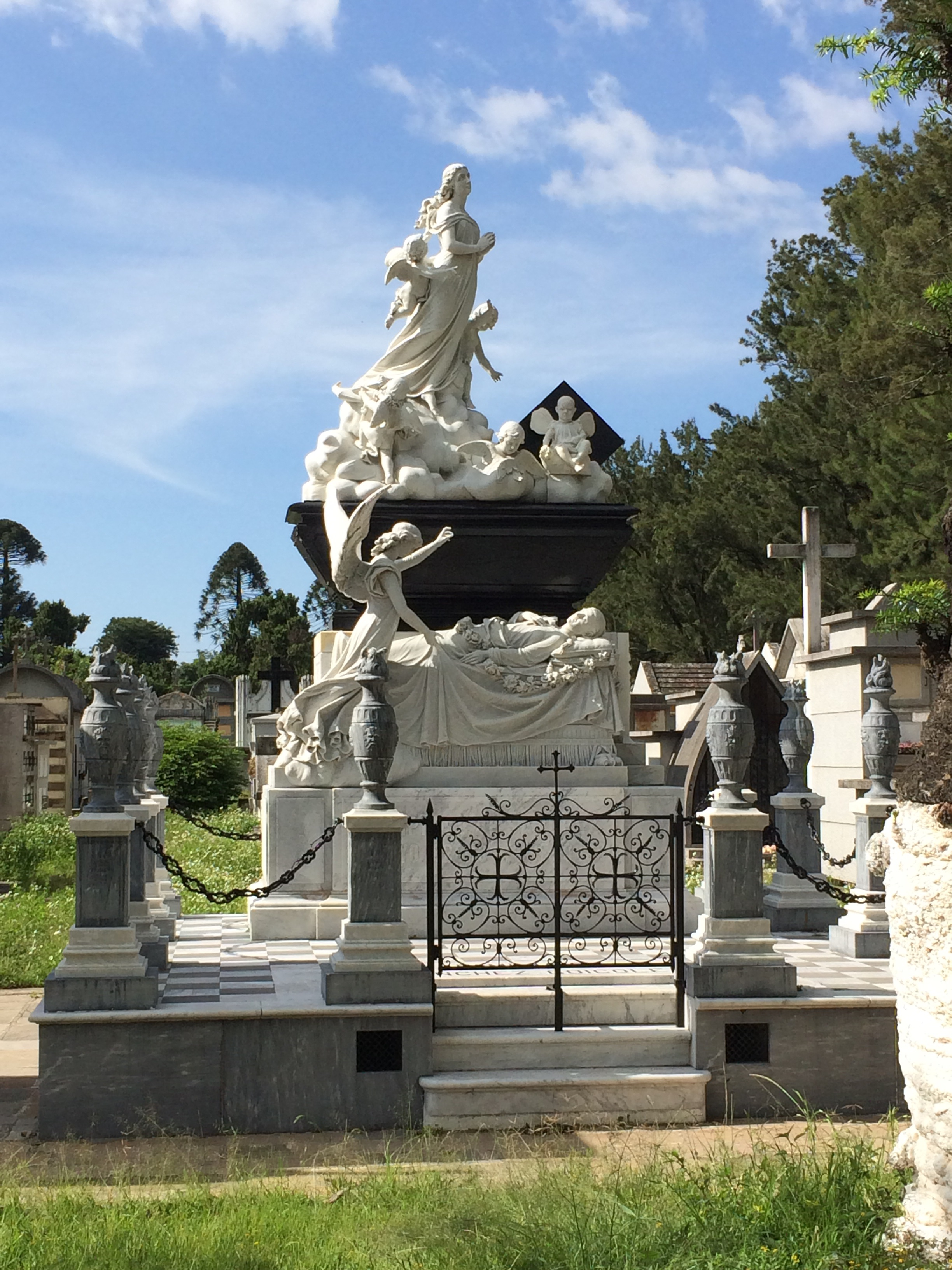
«Tumba de doña Agapita», descrita por Asturias en los primeros capítulos de «Viernes de Dolores», los cuales se desarrollan en los alrededores del Cementerio General de la Ciudad de Guatemala. La fotografía es de 2014.

En un juego de intrigas, Troyano manipula a sus hermanas para que convenzan a Tantanis de evitar que una carroza se burle del tío Ramón Montemayor, prototipo del finquero vernáculo. Empieza la pugna de lealtades entre los compañeros o la familia, con el fondo de las actividades de la Huelga: la composición de una canción de guerra, la conformación de las comisiones, la redacción del irreverente periódico estudiantil el No Nos Tientes, la elaboración de las carrozas y los muñecos que llevan.
Tantanis planea sustituir el muñeco del tío Montemayor por el Judas de la tradición popular del Sábado de Gloria. Según Tantanis, dicho plan le ganaría el favor de la familia Montemayor y el amor de Ana Julia.
Tantanis ordena dos judas a Matisano, padre de la hermosa Simoneta y escultor piñatero; el segundo «Judas» deberá ir vestido de finquero. Tantanis llama a su plan «Operación Iscariote».
La «Huelga de Dolores» es el carnaval diferente: canciones, pancartas, la carroza de los horrores del cristianismo. Tantanis llevó a cabo la sustitución de las imágenes, evitando la burla de la familia Montemayor. Se lee el «Decreto de Huelga» y se canta «La Chalana». Pero en una visita vespertina a la casa de los Montemayor en que Tantanis cree que Ana Julia lo aceptará, se encuentra con el tío Ramón, que lo humilla obligándolo a comer bananos a punta de pistola; asimismo, escucha las risotadas de la hermana mayor de Ana Julia, cuando sale huyendo del lugar mareado por la gran cantidad de banano ingerido. En venganza, el sábado de Gloria es el muñeco del tío Ramón el que cuelga, como un «Judas», en la casa de los Tantanis.«La Narrativa de Miguel Ángel Asturias». Mundo mágico y real. Consultado el 20 de agosto de 2014.</ref>

## Personajes

### Personajes principales

#### Choloj Tantanis
El propio Miguel Ángel Asturias. Hijo de un cholojero acaudalado, Tantanis lucha entre el amor a Ana Julia Montemayor y la lealtad a los miembros del Honorable Comité de Huelga.

#### Troyano Montemayor y Gual
Personaje que pertenece a una de las familias más acomodadas de Guatemala. Es el mejor amigo de Tantanis, hermano de Ana Julia, y sobrino del finquero Ramón Montemayor, reconocido déspota guatemalteco que abusa de las leyes en contra de sus jornaleros.

### Personajes secundarios

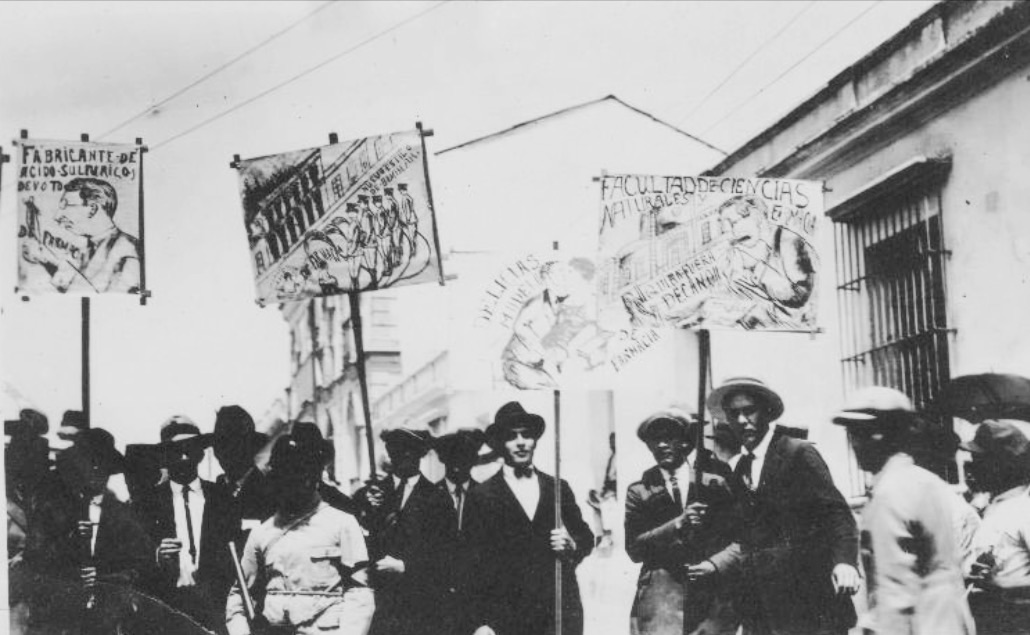
Desfile bufo de 1922, que describe Miguel Ángel Asturias en su novela Viernes de Dolores.

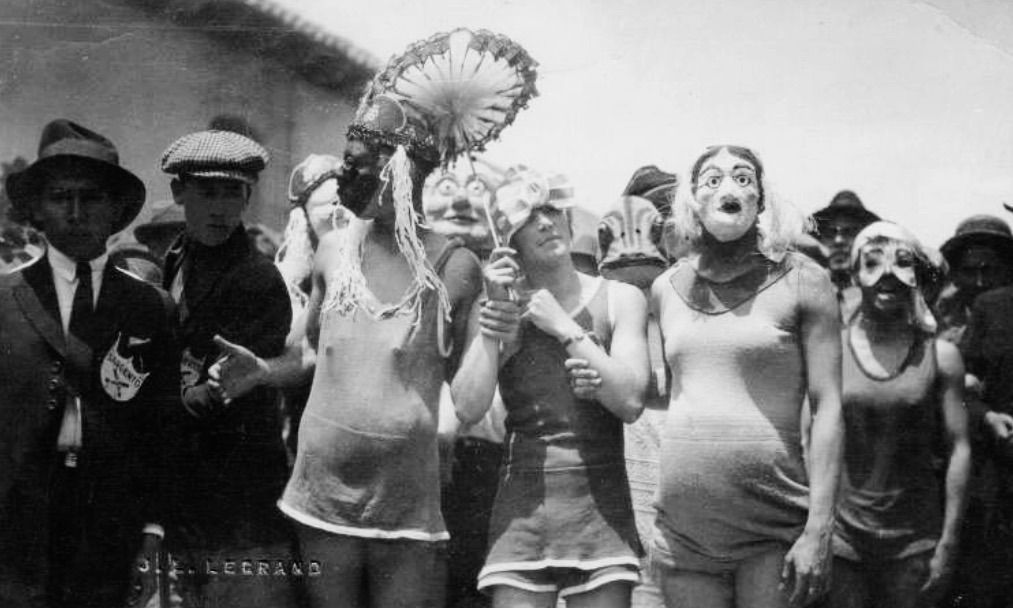
Desfile bufo de 1922.

#### Generación del 20
Los siguientes personajes están basados en amigos de Asturias, los cuales después fueron miembros de la «Generación del 20»:
- Hormiga Loca: Alfonso Orantes
- Gato Vela: David Vela
- Pumusfundas (Pumún) Quintana: Epaminondas Quintana
- Chinche Barnoya: Joaquín Barnoya
- Chocochique Balcárcel: José Luis Balcárcel
- Clemenceau Marroquín: Clemente Marroquín Rojas
- Pan: Hernán Martínez Sobral
- Chirimoyas Asturias: el propio autor, Miguel Ángel Asturias

#### Personajes públicos
Los siguientes personajes públicos son mencionados brevemente en Viernes de Dolores:
- El Rapadurero: General José María Orellana, quien era el presidente de Guatemala en ese entonces.
- El Azucarero: Carlos Herrera y Luna, expresidente de Guatemala, derrocado el año anterior al año en que ocurre la novela.

#### Galería de imágenes
He aquí imágenes de la Huelga de Dolores de 1922, la cual fue la que Asturias describió en la novela Viernes de Dolores:

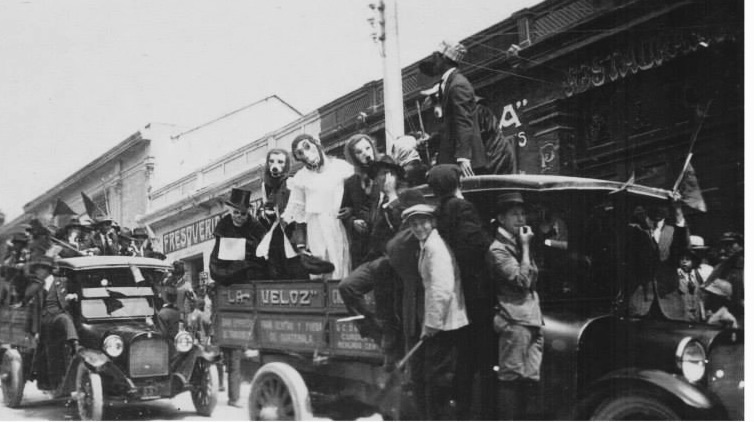
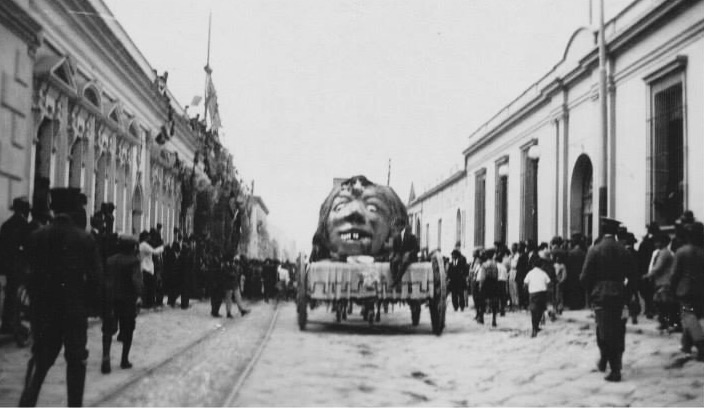
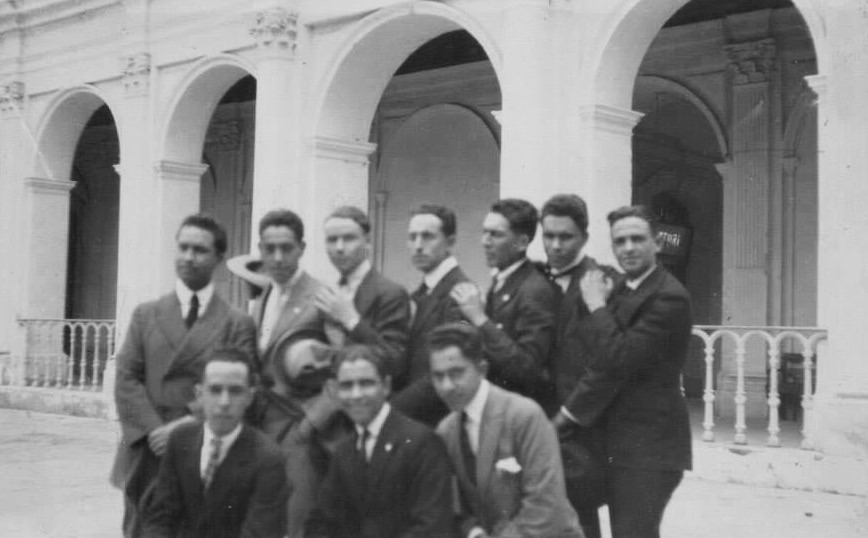
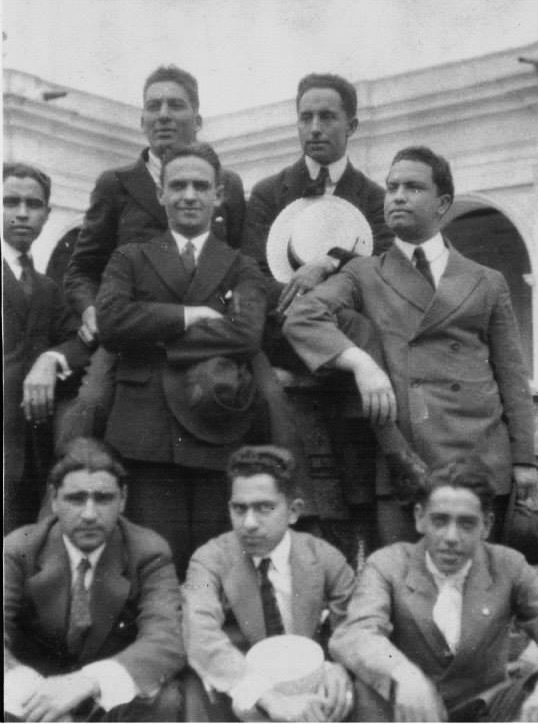
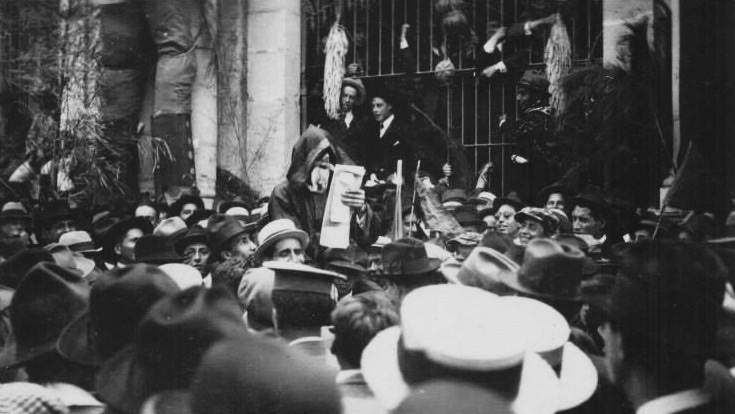
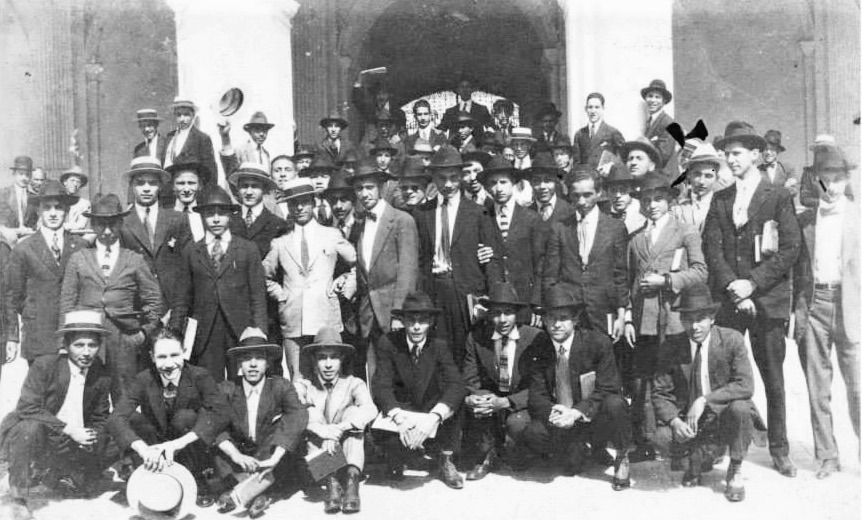

## Realismo mágico
Según el académico Luis Leal, en el género del realismo mágico, «el escritor se enfrenta a la realidad y trata de desentrañarla para descubrir lo que es misterioso en las cosas, en la vida, en los actos humanos». La escritura del realismo mágico no crea lugares o criaturas imaginarias; en cambio, el escritor trata de mostrar "la misteriosa relación entre el hombre y sus circunstancias". Leal señala además que en el realismo mágico «los principales acontecimientos no tienen explicación lógica o psicológica. El realista mágico no trata de copiar la realidad que nos rodea, ni de herirla, sino de captar el misterio que respira detrás de las cosas». Aclara también que «el realismo mágico no es tampoco literatura mágica. Su objetivo es, a diferencia de la magia, de expresar las emociones, no de evocarlas».
La obra de Asturias marca un cambio dramático en la escritura narrativa. Precursores, tales como Facundo (1845) de Domingo Sarmiento fueron juzgados por la medida en que lograron reflejar la realidad de forma adecuada.

## Adaptaciones
- «Viernes de Dolores» ha sido adaptada a una obra de teatro, dirigida por el dramaturgo guatemalteco Hugo Carrillo, quien la llamó «La Chalana»[11]

## Publicaciones selectas
- Asturias, Miguel A. (1978). Viernes de Dolores (2.a edición). Argentina: Losada.
- — (1978).  Navas Ruiz, Ricardo; Saint-Lu, Jean-Marie, ed. Viernes de Dolores. Obras Completas de Miguel Ángel Asturias (1.a edición). Francia, Klincksieck, y México: Fondo de Cultura Económica. ISBN 978-84-375-0146-8.
- — (2 de enero de 2005). Viernes de Dolores. España: Alianza. ISBN 978-84-206-5876-6.